# Stay on These Roads (sång)
Stay on These Roads är den första singeln från a-ha:s album med samma namn.

## Utgivning
"Stay on These Roads" släpptes den 14 mars 1988 och blev den mest framgångsrika singeln från albumet Stay on These Roads, tillsammans med "The Living Daylights" på U.S. Rock Charts.
Låten kom inte med på de nationella hitlistorna i USA, men den blev en hit runtom i Europa. Den gick till #7 i Tyskland, #3 i Frankrike, och #2 i Irland. I Norge blev låten deras fjärde #1-singel. "Stay on These Roads" skulle bli a-ha:s sjunde och sista topp 5-singel i Storbritannien, efter att den nådde till #5 27 mars 1988.